# Gustavo Falaschi
Gustavo Germán Falaschi (Las Parejas, Provincia de Santa Fe, 18 de julio de 1967) es un exfutbolista argentino. Se desempeñaba como defensa central. Tiene 57 años. 
Fue campeón de la Copa Conmebol con el Club Atlético Rosario Central y con el Club Atlético Lanús, de la Primera División del Perú con Universitario y del Apertura 2001 con Racing Club de Avellaneda luego de 35 años. Luego de retirarse se desempeñó como asistente técnico.

## Trayectoria
Gustavo Germán Falaschi nació en Las Parejas, Santa Fe, el 18 de julio de 1967. Se inició en el Sportivo Atlético Club - Las Parejas (Lobo), debutó en Primera en 1985 y a fin de ese año pasó a Rosario Central, debutando en Primera en 1990, y ganó la Copa Conmebol en 1995. 
En 1996 pasó a Lanús, donde obtuvo un tercer puesto en el Torneo Apertura local y se consagró campeón de la Copa Conmebol de ese mismo año.
En febrero de 1998 fue transferido al Universitario de Deportes, logrando el título nacional.
En el 2000 sufrió la rotura del ligamento anterior de la rodilla izquierda y estuvo ocho meses inactivo. 
En el 2001 se incorpora a Racing Club donde se corona campeón solo jugano un partido ante Rosario Central

## Clubes
| Club                   | País      | Año       |
| ---------------------- | --------- | --------- |
| Sportivo Atlético Club | Argentina | 1985      |
| Rosario Central        | Argentina | 1986-1995 |
| Lanús                  | Argentina | 1996-1997 |
| Millonarios            | Colombia  | 1997      |
| Universitario          | Perú      | 1998      |
| Logroñés               | España    | 1999      |
| Racing                 | Argentina | 1999-2001 |

## Palmarés

### Campeonatos nacionales
| Título                    | Club          | País      | Año    |
| ------------------------- | ------------- | --------- | ------ |
| Primera División del Perú | Universitario | Perú      | 1998   |
| Primera División          | Racing        | Argentina | A-2001 |

### Copas internacionales
| Título        | Club            | País      | Año  |
| ------------- | --------------- | --------- | ---- |
| Copa Conmebol | Rosario Central | Argentina | 1995 |
| Copa Conmebol | Lanús           | Argentina | 1996 |